# اتحادیه کراگاسی
اتحادیه کراگاسی (به لاتین: Keragasi Union) یک منطقهٔ مسکونی در بنگلادش است که در Kalaroa Upazila واقع شده‌است.